# Przyroda Górnego Śląska
Przyroda Górnego Śląska – polski kwartalnik popularnonaukowy, wydawany przez Centrum Dziedzictwa Przyrody Górnego Śląska w Katowicach, ukazuje się od października 1995 roku.
Czasopismo publikuje szeroką gamę oryginalnych prac badawczych, artykułów przeglądowych i krótszych komunikatów o przyrodzie Górnego Śląska (w obrębie aktualnych województw śląskiego i opolskiego) – jej strukturze, bogactwie i różnorodności, stratach i zagrożeniach, o jej ochronie i kształtowaniu, a także o jej badaczach i popularyzatorach. Przedstawia rzadkie i ginące gatunki roślin i zwierząt, obiekty przyrody chronionej oraz interesujące przyrodniczo miejsca Górnego Śląska.
Czasopismo ukazuje się w rytmie czterech pór roku (wiosna, lato, jesień, zima), jednocześnie każdy zeszyt posiada numer kolejny (w 1995 r. numery 1 i 2, w 1996 numery 3-6 itd.). Wydawane jest w formacie A4 na 16 stronach papieru kredowego, w kolorze, z dużą ilością fotografii, rysunków i map. Nakład: 1500 egzemplarzy (akt. w 2020 r.). Rozprowadzane jest w prenumeracie, częściowo również w sieci punktów sprzedaży prasy i poprzez niektóre placówki muzealne na Śląsku. Część nakładu jest rozprowadzana nieodpłatnie do szkół i placówek oświatowych, a także organizatorom konkursów, olimpiad przyrodniczych i innych imprez edukacyjnych.
W latach 1995-2015 wydane zostały 82 numery czasopisma w łącznym nakładzie 152500 egzemplarzy. Do numeru 11 nakład jednego numeru wynosił 1500 egzemplarzy, a od numeru 12 kwartalnik ukazuje się w nakładzie 2000 egzemplarzy. W tym czasie wydanych zostało 11 wkładek tematycznych, poświęconych rezerwatom przyrody, edukacji ekologicznej, czynnej ochronie bocianów, Jezioru Goczałkowickiemu (2 wydania), pomnikom przyrody ożywionej i nieożywionej, nietoperzom oraz gatunkom i siedliskom o znaczeniu europejskim. Ukazało się także 6 numerów tematycznych o zwiększonej objętości, poświęconych: górom (2002), speleologii (2008), Oddziałowi Górnośląskiemu PIG (2011), lasom (2012, 2 numery) i projektowi BioGeo-Silesia (2015). Na łamach wspomnianych 82 numerów biuletynu ukazało się łącznie 928 artykułów i notatek, napisanych przez 404 autorów.
Latem 2020 roku, a więc po 25 latach, ukazał się setny numer kwartalnika. 100 numerów "PGŚ" zostało wydane w łącznym nakładzie 191500 egzemplarzy. Ukazało się 18 numerów specjalnych oraz 14 wkładek tematycznych. Na łamach czasopisma opublikowano w sumie 1115 artykułów i notatek, pióra 474 autorów. Autorzy reprezentowali 99 instytucji i pochodzili z 70 miejscowości, w tym również z zagranicy (Niemcy). Najczęściej podejmowana była tematyka z zakresu botaniki (236 artykułów) i ochrony przyrody (229), a następnie z zoologii (182) i ochrony miejsc przyrodniczo cennych (150). Liczne były biografie przyrodników (88 artykułów) oraz artykuły dotyczące geologii (77), a także opracowania podejmujące problematykę z pogranicza kultury i przyrody (59).
Nad czasopismem czuwa Rada Programowa, której Przewodniczącymi byli Florian Celiński (1995-2001), Maria Pulinowa (2001-2015) i Małgorzata Strzelec (2016-2019), a od roku 20019 funkcję tę pełni Barbara Tokarska-Guzik. Redaktorem Naczelnym kwartalnika od numeru pierwszego do 102 był Jerzy B. Parusel.